# Kapitan Jastrząb
Kapitan Jastrząb lub Kapitan Hawk (jap. キャプテン翼 Kyaputen Tsubasa) – manga stworzona w 1981 roku przez Yōichiego Takahashiego. Na podstawie mangi powstał serial anime oraz seria gier komputerowych. 128-odcinkowy serial Kapitan Jastrząb był po raz pierwszy emitowany w Polsce w latach 90. XX wieku. Głównym bohaterem serii jest młody piłkarz, Tsubasa Ōzora.

## Fabuła
Utalentowany i młody piłkarz Tsubasa Ōzora przeprowadza się do Nankatsu w celu rozwijania swojej kariery piłkarskiej. Akcja toczy się wokół meczów piłkarskich rozgrywanych pomiędzy FC Nankatsu, którego barwy reprezentuje Tsubasa, a innymi japońskimi drużynami. Na murawach serialowych stadionów wyróżniają się Kojirō Hyūga (największy przeciwnik Tsubasy, kapitan FC Meiwa, później Toho), Hikaru Matsuyama (FC Furano), bracia Masao i Kazuo Tachibana (FC Hanawa), Jun Misugi (FC Musashi), Taro Misaki (różne kluby m.in. FC Nankatsu), Takeshi Sawada (FC Meiwa, później Toho) i Shun Nitta (Shutetsu/Otomo/Nankatsu). Pośród bramkarzy wybijają się Genzo Wakabayashi i Yuzo Morisaki (FC Nankatsu), Ken Wakashimazu (FC Meiwa, później Toho) oraz olbrzymi Taichi Nakanichi (FC Naniwa). Jednymi z wyróżniających się obrońców są Ryo Ishizaki i Shingo Takasugi z Nankatsu oraz Hiroshi Jito z Hirado. W późniejszych odcinkach rywalizujący dotychczas ze sobą bohaterowie wspólnie reprezentują barwy japońskie na arenie międzynarodowej.

## Anime

### Lista odcinków
Kapitan Jastrząb [1–128] – Captain Tsubasa (Polonia 1)

1. Pierwsze spotkanie
2. Początki kariery
3. Nowa drużyna
4. Piłka – mój najlepszy przyjaciel
5. Gdzie jest rywal?
6. Blokada bramki
7. Show musi trwać
8. Perfekcyjny duet
9. Ostatnia szansa
10. Selekcja
11. Nieoczekiwany konkurent
12. Drużyna mistrzów
13. Mecz w błocie
14. Młody talent na boisku
15. Próba charakteru
16. Nowy kapitan
17. Wzruszająca ceremonia
18. Pojedynek kapitanów
19. Atak jest najlepszą obroną
20. Twarda walka
21. Zwycięski gol
22. Niezwykli bracia
23. Samobójcza bramka
24. Przyjaciele i rywale
25. Najlepszy bramkarz
26. Szlachetna rywalizacja
27. Coraz bliżej celu
28. Trening czyni mistrza
29. Półfinałowe emocje
30. Pożegnalny mecz
31. Decydująca bramka
32. Gra o wszystko
33. Wyrzuty sumienia
34. Trudna decyzja
35. Muszę grać do końca
36. Gra z czasem
37. Mega strzał
38. Mądra decyzja
39. Wielki powrót
40. Niezwykły strzał
41. Niebezpieczna taktyka
42. Król bramkarzy
43. Czarna seria
44. Obietnica
45. Osłabiona drużyna
46. Wszyscy za jednego
47. Przełom
48. Twarda walka
49. Dogrywka
50. Nieuznana bramka
51. Pojedynek
52. Nowa strategia
53. Krytyczny moment
54. Ostatnia potyczka
55. Sława i pożegnania
56. Rozstania
57. Zaczynamy treningi
58. Niezwykły strzał Nitty
59. Nankatsu kontra Otomo
60. Pojedynek z Nittą
61. Konfrontacja
62. Zwycięstwo
63. Mishugi znowu gra
64. Rewanż
65. Misaki podejmuje decyzję
66. Kryzys
67. Król boiska
68. List z Niemiec
69. Tygrys ostrzy pazury
70. Skuteczna obrona
71. Kontuzja Tsubasy
72. Wielki nieobecny
73. Kapitanie wróć
74. Football akrobatyczny
75. Kto skoczy wyżej
76. Strzał z zaskoczenia
77. Trudne zwycięstwo
78. Początek ćwierćfinałów
79. Tylko twardziele wygrywają
80. Idealna współpraca
81. Decydujący moment
82. Fantastyczny strzał
83. Pojedynek na polu bramkowym
84. Gra zespołowa
85. Czwórka najlepszych
86. Początek półfinałów
87. Kojiro wchodzi do gry
88. Strzał bramkarza
89. Misaki pisze list
90. Kto pojedzie do Europy?
91. Nowa technika gry
92. Nieodparty atak
93. Droga do zwycięstwa
94. Bez wytchnienia
95. Niesamowity mecz
96. Pożegnanie
97. Wyzwanie
98. Wspomnienia
99. Bądź zdrów kapitanie
100. Niespodzianka na boisku
101. Tsubasa przeciwko Pierrowi
102. Przed finałem
103. Atak Schneidera
104. Nieprawdopodobna poprawa
105. Ostatnia walka się zaczyna
106. Wielki finał
107. Tygrysi strzał
108. Walka kapitanów
109. Bezlitosny Kojiro
110. Kryzys w drużynie Nankatsu
111. Cud na boisku
112. Kojiro rzuca wyzwanie
113. Ciekawa propozycja
114. Obrona Toho
115. Żółta kartka
116. Decydująca bramka
117. Zacięta walka
118. Do ostatniego tchu
119. Ostatnie minuty
120. Niepokonany Tsubasa
121. Aby spełniły się marzenia
122. Twarzą w twarz
123. Końcówka
124. Walka do końca
125. Wszyscy najlepsi
126. Mój przyjaciel Wakabayashi
127. Mój przyjaciel Misaki
128. Drużyna mistrzów

Shin Captain Tsubasa [1-13]

1. Rozwiń skrzydła, Tsubasa! W kierunku światowych wyzwań
2. Porażka! Nowy początek od zera!
3. Odrodzenie złotego duetu
4. Spotkanie z rywalami z całego świata!
5. Walka z Gino Hernandezem!
6. Naprzód, japońscy futboliści!
7. Gra zespołowa
8. Sen Roberto
9. Patriotyczna decyzja
10. Musimy wygrać
11. Pojedynek z gigantem
12. O krok od mistrzostwa
13. Wygrana!

Captain Tsubasa – Road to 2002

1. Droga do marzeń
2. Spotkanie z Robertem
3. Taro Misaki powraca
4. Ognisty Kojiro
5. Narodziny Kapitana Tsubasy
6. Otwarcie mistrzostw
7. Szklany as
8. Wstawaj Misugi!
9. Wypadek Tsubasy i Hyugi
10. Zażarty mecz finałowy
11. Żegnaj Robercie
12. Strzał jutra
13. Strzał Tygrysa
14. Pojedynek z Jito
15. Gorący zawodnik z zimnego kraju
16. Smutna decyzja doktora
17. Finał! Nankatsu i Toho
18. Bezwzględna gra i opadający pocisk
19. Wracaj Tsubasa
20. Naprzód Japonio
21. Upokarzający mecz
22. Wspaniały numer 10
23. Złoty duet powraca
24. Wspaniały obrońca z Włoch
25. Genialny Juan Diaz
26. Elegancki dowódca
27. Bolesna żółta kartka
28. Rzuty karne
29. Japonia kontra Niemcy. Wielka bitwa
30. List od Roberta
31. Błyszcz drużyno Japonii
32. Nowe boisko
33. Cyborg piłki nożnej
34. Boży syn Santana
35. Błysk Rosario
36. Nowa ziemia obiecana
37. Walka o przyszłość Hyugi
38. Złoty wiek nadziei
39. Shingo Aoi jest tutaj
40. Nowa drużyna narodowa Japonii
41. Przełamać holenderski mur
42. Wracając do świata
43. Kataloński orzeł
44. Przed meczem otwarcia
45. Przykry komunikat
46. Przekroczyć most nadziei
47. Włoski debiut Kojiro Hyugi
48. Napastnik we łzach
49. W drodze po 10 goli i 10 asyst
50. Piłkarska bitwa
51. Wymarzone boisko
52. Wojownicy na boisku

### Wersja polska
W Polsce serial nadawany był na kanałach Polonia 1, Nasza TV, Polsat 2, TV Wisła, TVR Bryza, GKS TV. Emitowano go w wersji oryginalnej (z japońskimi dialogami) oraz z dubbingiem włoskim (odcinki 90–128). Polskimi lektorami serialu byli Jerzy Rosołowski, Tomasz Knapik i Henryk Pijanowski.

#### AXN Sci-Fi
Serial emitowany był pod nazwą Kapitan Tsubasa (Captain Tsubasa) po dwa odcinki na kanale AXN Sci-Fi od 2 marca 2009 do 4 lutego 2010. Była to wersja oryginalna z polskim napisami. Autorką tekstu była Anna Sznajder.

#### TVP Sport
Serial emitowany był pod nazwą Tsubasa – kapitan Jastrząb po dwa odcinki od 1 maja 2018 na kanale TVP Sport w nowej wersji lektorskiej. Lektorem serialu był Maciej Jabłoński.

## Kapitan Tsubasa(2018)
Reboot anime w reżyserii Toshiyuki'ego Kato i wyprodukowane przez David Animation Inc.. Japońska premiera anime odbyła się 2 kwietnia 2018 roku na antenie TV Tokyo. Ostatni odcinek anime został wyemitowany 1 kwietnia 2019 roku. Polska premiera serialu z polskim dubbingiem odbyła się 25 czerwca 2020 roku na antenie TVP ABC.

## Odbiór
Anime Kapitan Jastrząb zostało sklasyfikowane na 9. miejscu wśród najlepszych anime w cyklu Anime Grand Prix w 1984 roku. Postać Taro Misakiego uplasowała się wówczas na 13., a Tsubasy Ōzory na 19. miejscu. Rok później anime zostało sklasyfikowane na 19. miejscu. Postacie Taro Misakiego, Tsubasy Ōzory i Kojirō Hyūgi uplasowały się odpowiednio na 14., 15. i 16. miejscu. Redakcja polskojęzycznego serwisu tanuki.pl wystawiła anime ocenę 7/10.
Według rankingu miesięcznika Animage Kapitan Jastrząb zajął 49. miejsce wśród 100 najlepszych anime wszech czasów. Według rankingu TV Asahi anime jest 13. najchętniej oglądanym na świecie. Główni bohaterowie serii zainspirowali m.in. Alessandra Del Piero, Zinédine’a Zidane’a, Francesco Tottiego, Lionela Messiego czy Alexisa Sáncheza do wybrania kariery piłkarskiej.